# 헨리 5세 (1989년 영화)
헨리 5세(Henry V)는 영국에서 제작된 케네스 브래너 감독의 1989년 스릴러, 드라마, 전쟁 영화이다. 윌리엄 셰익스피어의 동명의 희곡을 바탕으로 제작되었다. 케네스 브래너 등이 주연으로 출연하였고 브루스 샤만 등이 제작에 참여하였다.
이 영화는 전 세계적으로 좋은 평가를 받았으며 현재까지 만들어진 최고의 셰익스피어 영화 각색 작품 가운데 하나로 널리 인식되고 있다.

## 출연

### 주연
- 케네스 브래너
- 엠마 톰슨

### 조연
- 데릭 제이코비
- 숀 프렌더게스트
- 마이클 윌리엄스
- 리처드 브라이어스
- 폴 스코필드
- 리처드 이스튼

## 제작진
- 원작자: 윌리엄 셰익스피어
- 협력프로듀서: 데이비드 파핏
- 미술: 팀 하비
- 의상: 필리스 달톤